# کلیر ریوکسل براون
کلیر ریوکسل براون (به انگلیسی: Clare Rewcastle Brown) یک روزنامه‌نگار تحقیقی بریتانیایی است در مستعمره تاج ساراواک که هم‌اکنون بخشی از کشور مالزی به‌شمار می‌رود. وی بنیانگذار ساراواک ریپورت و رادیوی آزاد ساراواک است که منتقد باریسان ناسیونال رهبری دولت ساراواک که ایالتی در کشور مالزی می‌باشد.

## دوران جوانی، تحصیلات و فعالیت حرفه‌ای
ریوکسل براون در ۲۰ژوئن ۱۹۵۹در ساراواک از پدر و مادری انگلیسی (قبل از اینکه ساراواک بخشی از قلمرو مالزی شود) متولد شد و در یک مدرسه ابتدایی محلی تحصیل کرد. مادر وی، کاریس، مامایی بود که به مراقبت از نوزادان بومی در کلینیک‌های دور دست کمک می‌کرد. او از هشت سالگی به انگلستان نقل مکان کرد. در مدرسه شبانه‌روزی خصوصی تحصیل کرد و متعاقباً مدرک کارشناسی ارشد خود را در رشته روابط بین‌الملل از مدرسه اقتصاد لندن گرفت. او روزنامه‌نگار شد و در سال ۱۹۸۳به سرویس خدمات جهانی بی‌بی‌سی پیوست.
کلیر ریوکسل براون با اندرو براون برادر کوچکتر گوردون براون، نخست‌وزیر سابق بریتانیا ازدواج کرد. اندرو در زمینه پاکسازی هزینه‌های نخست‌وزیری در جریان رسوایی هزینه‌ها در ماه مه ۲۰۰۹ متهم شد. ریوکسل براون در نامه ای به گاردین به اتهامات پاسخ داد و گفت که شوهرش و گوردون هر دو از خدمات پاکسازی از یک روش «بسیار معمولی» استفاده می‌کردند و هزینه‌ها را تقسیم می‌نمودند. روزنامه تلگراف، روزنامه ای که این داستان را منعکس کرد، بعداً اذعان کرد که اندرو هیچگاه در پی کسب سود نامناسب نبوده‌است.